# Acuerdo anglo-irlandés

Póster usado en la campaña de 1985 "Ulster dice No" en contra de los acuerdos anglo-irlandeses.

El Acuerdo anglo-irlandés  fue un acuerdo firmado entre el Reino Unido y la República de Irlanda, con el objetivo de poner final al Conflicto de Irlanda del Norte.
El acuerdo proveyó a Irlanda de un papel consultivo en Irlanda del Norte, además de confirmarse que Irlanda del Norte seguiría siendo parte del Reino Unido a no ser que la mayoría de los ciudadanos norirlandeses estuviera de acuerdo en unirse a Irlanda. También se establecieron las condiciones para la devolución de la autonomía a la región, con base en un consenso entre nacionalistas y protestantes.
El acuerdo fue firmado el 15 de noviembre de 1985 en el Castillo de Hillsborough, por la Premier británica, Margaret Thatcher, y por Taoiseach irlandés, Garret FitzGerald.